# 阿嫩湖
46°23′17.54″N 7°13′0.4″E / 46.3882056°N 7.216778°E

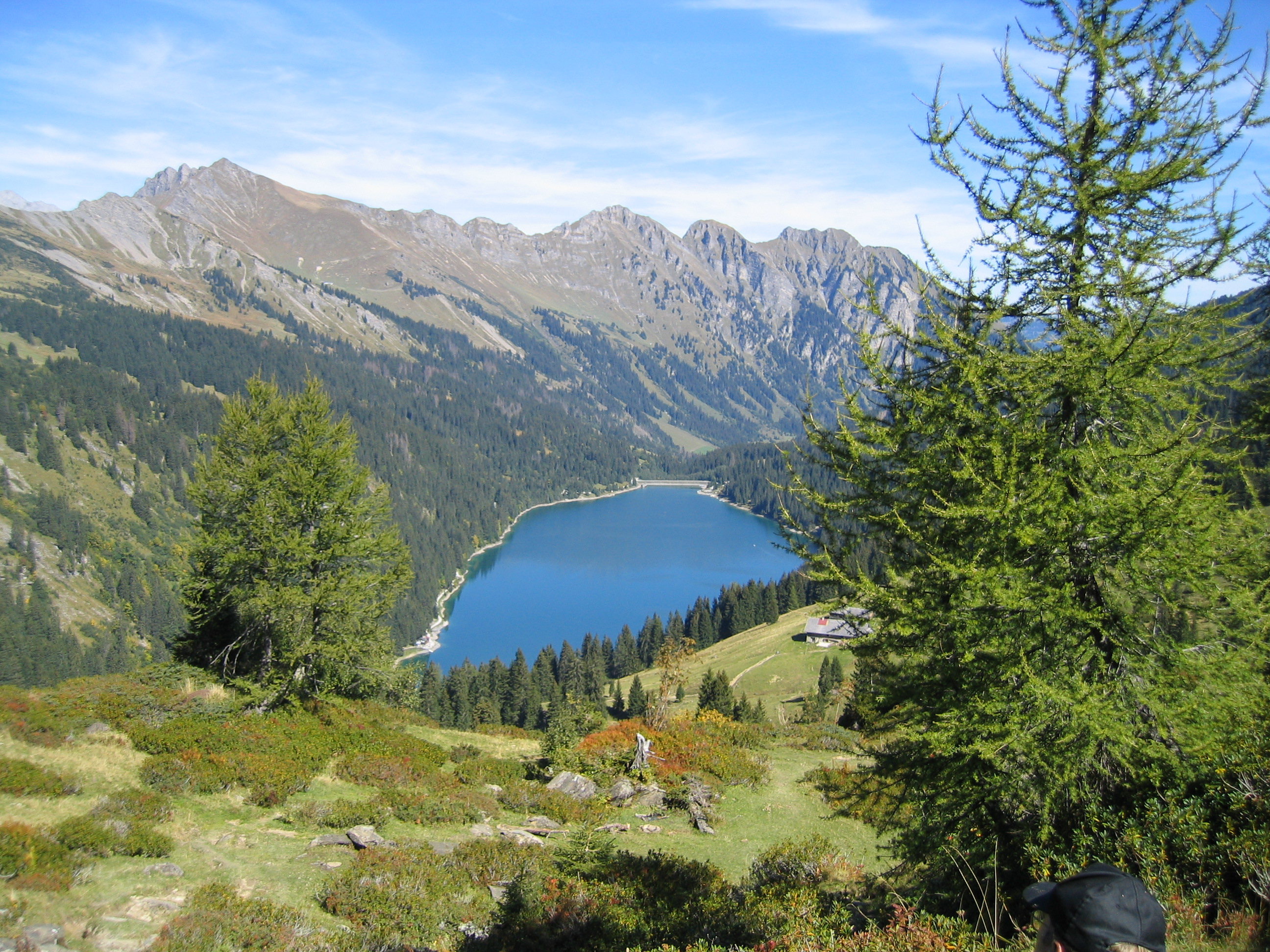

阿嫩湖（Arnensee），是瑞士的湖泊，位於該國西部，由伯恩州負責管轄，長1.5公里，面積0.5平方公里，海拔高度1,542米，最大水深50米，水體容量1,050萬立方米。